# Young Buffaloes Ladies Football Club
 (septembre 2024).
Si vous disposez d'ouvrages ou d'articles de référence ou si vous connaissez des sites web de qualité traitant du thème abordé ici, merci de compléter l'article en donnant les références utiles à sa vérifiabilité et en les liant à la section « Notes et références ».
Maillots
Young Buffaloes Ladies FC est un club de football féminin professionnel swazi basé à Mbabane qui joue dans la Ligue féminine d'Eswatini, la première division du football féminin swazi.

## Histoire
En 2021-2022, les Young Buffaloes remportent tous leurs 24 matches de championnat en marquant un record de 221 buts et en n'en encaissant aucun.
En Ligue des champions féminine COSAFA 2024, elles entament leur parcours par une défaite 2-1 face à l'Ascent Academy du Malawi. Leur deuxième match se conclut sur un nul 1-1 contre Gaborone United du Botswana. Lors de leur dernière rencontre de la phase de groupes (groupe B), elles s'imposent 4-0 face à l'UD Lichinga du Mozambique. Elles terminent à la deuxième place du groupe B, ce qui leur permet de se qualifier pour la première fois pour la phase à élimination directe. Cet exploit fait également d'elles la première équipe d'Eswatini à atteindre les phases à élimination directe de la Ligue des champions féminine du COSAFA. Elles sont finalement battues 6-0 en demi-finale par les futures championnes, l'UWC.

## Palmarès
| Taper      | Concours                  | Titres | Saisons gagnantes                  | Finalistes |
| ---------- | ------------------------- | ------ | ---------------------------------- | ---------- |
| Domestique | Ligue féminine d'Eswatini | 6      | 2015, 2016, 2019, 2022, 2023, 2024 |            |